# Municipio de Carneys Point
El municipio de Carneys Point (en inglés: Carneys Point Township) es un municipio ubicado en el condado de Salem  en el estado estadounidense de Nueva Jersey. En el año 2010 tenía una población de 8,049 habitantes y una densidad poblacional de 175 personas por km².

## Geografía
El municipio de Carneys Point se encuentra ubicado en las coordenadas 39°42′18″N 75°28′6″O / 39.70500, -75.46833.

## Demografía
Según la Oficina del Censo en 2000 los ingresos medios por hogar en el municipio eran de $41,007 y los ingresos medios por familia eran $52,213. Los hombres tenían unos ingresos medios de $39,861 frente a los $26,773 para las mujeres. La renta per cápita para la localidad era de $19,978. Alrededor del 10.8% de la población estaba por debajo del umbral de pobreza.